# 斑馬玉米捲管螺
斑馬玉米捲管螺（学名：Inquisitor zebra）为捲管螺科玉米捲管螺屬下的一个种。其种加词“zebra”意为“有斑马状纹样的”。